# Írán na Letních olympijských hrách 1976
Írán na Letních olympijských hrách 1976 v kanadském Montréalu reprezentovalo 86 sportovců v 9 sportech.

## Medailisté
| Medaile | Jméno            | Sport    | Disciplína               |
| ------- | ---------------- | -------- | ------------------------ |
| Stříbro | Mansour Barzegar | Zápas    | Muži volný styl do 74 kg |
| Bronz   | Mohammad Nassiri | Vzpírání | muži muší váha do 52 kg  |